# Bogo Leskovic
Bogo (Bogomir) Leskovic, slovenski skladatelj, violončelist, dirigent in pedagog, * 29. november 1909, Dunaj, † 22. oktober 1995, Ljubljana.

## Življenje
Leskovic je na glasbenem konservatoriju v Ljubljani študiral violončelo pri Emeriku Beranu, kompozicijo pa pri Lucijanu Mariji Škerjancu, študij je nadaljeval na Visoki šoli za glasbo in gledališko umetnost na Dunaju, kjer je diplomiral iz violončela in kompozicije (Joseph Marx), učil pa se je še dirigiranja in solopetja. Svojo profesionalno pot je začel kot violončelist-koncertant, leta 1940 je postal dirigent gledališča v Badnu, po 2. svetovni vojni pa je deloval na Dunaju. Od leta 1951 je stalno prebival v Sloveniji, kjer je povečini dirigiral orkestroma Slovenske filharmonije in ljubljanske Opere; med letoma 1968 in 1973 je bil tudi direktor slednje ustanove. Kot dirigent je z opernim ansamblom gostoval z opero Zaljubljen v tri oranže na Nizozemskem in v Parizu. Gostovanje je eden največjih mednarodnih uspehov ljubljanske Opere. Gramofonska plošča s posnetkom te opere pa je prejela ugledno nagrado Grand prix. Poleg te operne postavitve velja posebej omeniti še postavitve oper: Jevgenij Onjegin, Don Juan, Kavalir z rožo in Hovanščina. 
Veliko je gostoval po Evropi, leta 1972 je velik uspeh doživel kot dirigent takratne Leningrajske filharmonije. Vzgojil je tudi številne mlajše operne pevce (Nada Vidmar, Miroslav Brajnik, Vilma Bukovec...).
O njegovem življenju in delu je 12. decembra 2013 izšla knjiga z naslovom Bogo Leskovic avtorice Marjane Mrak.

## Delo
Njegov komponistični polet je trajal približno dve desetletji (med letoma 1932 in 1951), v tem času je ustvaril simfonijo Domovina (v enem stavku), bil je soavtor operete Helteja, sicer pa med najvidnejše skladateljske dosežke sodi orkestracija Tajčevićevih Sedmih balkanskih plesov ter nova verzija zaključka opere Hovanščina Modesta Musorgskega, napisana po avtorjevih skicah.
Leta 1972 je prejel Prešernovo nagrado.

## Skladateljski opus

### Orkester
- Etuda (1932)
- Domovina (1940)
- Partita v h-molu (1945)
- Kólo (1945)

### Komorna glasba
- Sonata za violončelo in klavir (1932)
- Variacije in fuga na Beethovnovo temo, za klavir (1932)
- Pet anekdot, za klavir (1943)
- Dva plesa h gamelanu, za klavir (1943)

### Samospevi
- Balada v ljudskem tonu (1932)
- De profundis (1933)
- V tvojem molku berem (1935)
- V zoreči jeseni, I-II (1935; 1945)
- Pet slovenskih narodnih pesmi (1938)
- Vrata (1939)
- Pet bosanskih narodnih (1946)

### Vokalno-instrumentalna glasba
- De profundis, ciklus za sopran in orkester (1933)
- Soneti nesreče, ciklus za tenor in orkester (1951)